# ويليام روتشا ألفيس
ويليام روتشا ألفيس (7 مايو 1986 في البرازيل - ) هو لاعب كرة قدم برازيلي في مركز الدفاع. لعب مع بورتوغيزا سانتيستا ونادي بالميراس ونادي ديوسجوري ونادي تومبينس وFujieda MYFC ‏ ونادي أنابولينا وOFK Slavija Novi Sad ‏ وبوراتس تشاتشاك ‏.

## وصلات خارجية
- ويليام روتشا ألفيس على موقع اتحاد المجر (الهنغارية)
- ويليام روتشا ألفيس على موقع قاعدة بيانات كرة القدم.إي يو (الإنجليزية)
- ويليام روتشا ألفيس على موقع Soccerway.com (الإنجليزية)
- ويليام روتشا ألفيس على موقع عالم كرة القدم.نت (الإنجليزية)